# 罗东进
罗东进（1939年—），湖南衡东人，中国人民解放军将领、中国人民解放军中将。羅榮桓元帥和林月琴之子。
1999年，授予中国人民解放军中将，曾任第二炮兵副政治委员。
2008年，当选第十一届全国政协委员，代表特别邀请人士，分入第五十六组。